# Catedral d'Edimburg
La catedral de Saint Giles, o Saint Giles' Cathedral en anglès, és un edifici religiós històric, construït a partir del segle xii, emblema de la ciutat d'Edimburg, a Escòcia.
L'edifici és anomenat també High Kirk of Edinburgh ('gran església d'Edimburg'). El seu element més característic és la cúpula en forma de corona reial. És una de les dues parròquies de la ciutat vella d'Edimburg i és considerada com l'església mare del presbiterianisme i de l'Església d'Escòcia. No té oficialment el títol de catedral per l'absència d'aquestes en l'Església d'Escòcia, encara que va tenir aquest títol en el passat.
L'església actual data de finals del segle xiv, i fou restaurada al segle xix. Té la categoria d'edifici protegit de tipus A. La catedral està dedicada a sant Gil, que és el sant patró d'Edimburg i un sant molt popular a l'edat mitjana, patró també dels tolits i leprosos.

## Estatus
La catedral de Sant Gil fou solament catedral en el sentit formal (és a dir, amb un bisbe) durant dos períodes del segle XVII (1635-1638 i 1661-1689), quan l'Església episcopal escocesa era recolzada per la Corona d'Escòcia. Durant aquest període va existir un conflicte sobre aquest tema denominat Guerra dels bisbes.
En el període medieval, abans de la Reforma, Edimburg no tenia catedral, doncs el burg era part de la diòcesi de St. Andrews, sota el bisbe d'aquesta diòcesi, i la seu episcopal era la catedral de St. Andrews. Durant la major part de la seva història posterior a la Reforma, l'Església d'Escòcia no ha tingut bisbes, diòcesis ni catedrals. Com a tal, l'ús del terme "catedral" no té actualment un significat pràctic. El títol "High Kirk" ('gran església') és més antic, ja testificat abans del breu període en el qual l'edifici va ser catedral pròpiament dita, amb un bisbe.

## Història
Les parts més antigues de l'edifici són quatre pilars, dels quals es diu que daten de l'any 1124, encara que n'hi ha molt poca evidència. L'any 1385 l'edifici va sofrir un incendi i va ser reconstruït en els anys posteriors. Amb els anys s'han afegit moltes capelles, denominades «passadissos», ampliant enormement l'església i deixant-la de plànol prou irregular. A l'any 1466 St Giles va ser establerta com a col·legiata. En resposta a aquesta elevació d'estatus, es va afegir una torre llanterna al voltant de l'any 1490, i el sostre del presbiteri va ser elevat, arcat, i s'hi va instal·lar un claristori. A mitjan segle xvi, immediatament abans que la Reforma arribés a Escòcia, hi havia al voltant de cinquanta altars laterals a l'església, alguns dels quals foren pagats per gremis de comerciants de la ciutat i dedicats als seus sants patrons.

### Reforma
Durant la Reforma escocesa, el seu capdavanter protestant John Knox va ser triat ministre de St. Giles per l'Ajuntament d'Edimburg i declarat com a tal el 7 de juliol de 1559. Un vitrall del segle xix al costat sud de l'església el mostra en un sermó fúnebre pel regent James Douglas, IV comte de Morton, l'any 1570. El reformador John Knox va ser enterrat a l'església de St. Giles el 24 de novembre de 1572 al costat de la tomba del regent Morton. Una estàtua de bronze de Knox, esculpida per James Pittendrigh Macgillivray l'any 1904, es troba actualment al passadís nord del temple.
Durant la Reforma els canelobres de bronze es van fondre per convertir-los en armes de foc, i el reliquiari que contenia el braç de Sant Giles (la relíquia més venerada de la ciutat) amb un anell de diamants que penjava d'un dels dits (adquirit el 1454) i altres tresors van ser venuts a orfebres d'Edimburg. Al voltant de 1580, l'església va ser dividida en sales separades de predicació per adaptar-se a l'estil d'adoració presbiteriana. Els envans es van retirar l'any 1633, quan Saint Giles es va convertir en la catedral de la nova seu d'Edimburg.

### Conflictes religiosos
El rei Carles I d'Anglaterra i l'arquebisbe William Laud van intentar promoure creences anglicanes en l'Església d'Escòcia, la qual cosa els va portar a la publicació el 1637 del Llibre d'Oració Comuna.
Els disturbis de l'oposició van començar quan el degà d'Edimburg, John Hannah, va començar a llegir el nou llibre d'oració. Els disturbis van portar al Covenanter i, per tant, a les Guerres dels bisbes; els primers conflictes de les Guerres dels Tres regnes, que va incloure la Guerra Civil Anglesa.

### Època recent
Entre els anys 1872 a 1883, sir William Chambers, Lord Provost d'Edimburg, va planejar i finançar una important restauració amb l'objectiu convertir-lo en un temple nacional, "l'abadia de Westminster d'Escòcia". L'edifici es va netejar i se'n van retirar galeries antigues i parets de partició, creant un únic espai interior per primera vegada des de la dècada de 1630.

## Capella Thistle
La capella Thistle ('capella del Card') és una de les capelles més antigues i és també la capella del Molt Noble Orde del Card, l'orde de cavalleria més distingit d'Escòcia. La capella va ser construïda l'any 1911 en l'escaire sud-est de l'església. És petita, però exquisida, amb accessoris tallats i pintats, d'extraordinari detall. Una figura representa un àngel tocant la gaita. L'orde, fundat pel rei Jaume II d'Anglaterra l'any 1687, està format pel monarca i 16 cavallers. Els cavallers són nomenats personalment pel monarca, normalment són escocesos i solen ser persones que han realitzat una contribució significativa en assumptes nacionals o internacionals.